# Grytdräkten
Grytdräkten är en sockendräkt från Gryt socken i Östergötland.
Skärgårdsdräkten för Gryt och Sankt Anna skapades av grevinnan Louise Montgomery på Herrborum på 1920-talet.

## Kvinnodräkten
Dräkten består av:
- livstycke - randigt med skört och snörning
- kjol
  - grön
  - en helvit sommarkjol finns som alternativ.
- förkläde - rött broderat
- överdel - kulört broderi på krage och ärmlinningar.
- huvudbonad
  - vit som knyts i nacken
  - även bindmössa kan användas
- fotbonad
  - strumpor - röda